# Phyllophaga parallela
Phyllophaga parallela är en skalbaggsart som beskrevs av Blanchard 1851. Phyllophaga parallela ingår i släktet Phyllophaga och familjen Melolonthidae. Inga underarter finns listade i Catalogue of Life.